# Timnehpapegaai
De timnehpapegaai (Psittacus timneh) is een papegaaiachtige uit de familie papegaaien van Afrika en de Nieuwe Wereld (Psittacidae). De vogel werd in 1844 als aparte soort door Louis Fraser beschreven, later vaak als ondersoort beschouwd van de grijze roodstaartpapegaai (P.  erithacus), maar inmiddels weer als aparte soort opgevat.

## Kenmerken
De papegaai is 28 tot 39 cm lang. De soort lijkt op de grijze roodstaartpapegaai maar is iets donkerder grijs, en heeft geen helderrode maar een kastanjebruin gekleurde staart. De bovensnavel is hoornkleurig. Mannetje en vrouwtje verschillen onderling niet.

## Verspreiding en leefgebied
Deze soort komt voor van Guinee tot Sierra Leone, Liberia, Mali en westelijk Ivoorkust, alsook op Principe, een eiland in de Golf van Guinee. Het is oorspronkelijk een bewoner van dicht, natuurlijk tropisch bos, maar hij wordt ook waargenomen aan bosranden, in half uitgekapt bos, mangrovebos, bossavanne en zelfs tuinen, hoewel niet duidelijk is of daar zichzelf in stand houdende populaties voorkomen.

### Ondersoorten
- Psittacus timneh timneh – hele verspreidingsgebied met uitzondering van Principe
- Psittacus timneh princeps Alexander, 1909 – Principe

## Status
De timnehpapegaai heeft een beperkt verspreidingsgebied en daardoor is de kans op uitsterven aanwezig. De grootte van de populatie werd in 2014 door BirdLife International geschat op 100 tot 500 duizend individuen. De populatie-aantallen nemen in hoog tempo af (meer dan 50% afname in drie generaties). Duizenden vogels worden per jaar gevangen voor de kooivogelhandel. Daarnaast is er habitatverlies, het leefgebied wordt aangetast door ontbossing waarbij natuurlijk bos wordt omgezet in gebied voor agrarisch gebruik. Daarom staat de soort als bedreigd op de Rode Lijst van de IUCN.
Er gelden wel beperkingen voor de handel in deze papegaai, want de soort staat in Bijlage II van het CITES-verdrag.